# Hard Place
"Hard Place" é uma canção gravada pela cantora norte-americana H.E.R., presente nos extended plays (EPs) I Used to Know Her: Part 2 e I Used to Know Her. Tendo servida como primeiro e segundo single dos respectivos álbuns, foi escrita por H.E.R., David Harris e Ruby Amanfu.

## Reconhecimento
| Ano  | Cerimônia             | Categoria       | Resultado | Ref.  |
| ---- | --------------------- | --------------- | --------- | ----- |
| 2020 | Grammy Awards de 2020 | Gravação do Ano | Pendente  | [ 1 ] |
| 2020 | Grammy Awards de 2020 | Canção do Ano   | Pendente  | [ 1 ] |

## Desempenho nas tabelas musicais
| Tabela musical (2019)                                      | Posição |
| ---------------------------------------------------------- | ------- |
| Canadá (Billboard)                                         | 17      |
| México (Billboard)                                         | 12      |
| Nova Zelândia Hot 40                                       | 29      |
| Estados Unidos (Billboard Bubbling Under R&B/Hip-Hop Song) | 10      |
| Estados Unidos (Billboard Digital Songs)                   | 16      |
| Estados Unidos (Billboard Hot R&B Songs)                   | 15      |
| Estados Unidos (Billboard Pop Songs)                       | 39      |
| Estados Unidos (Billboard R&B Digital Songs)               | 2       |
| Estados Unidos (Billboard R&B/Hip-Hop Digital Songs)       | 5       |
| Estados Unidos (Billboard Rhythmic)                        | 34      |